# 小行星4288
小行星4288（英語：4288 Tokyotech）是一颗围绕太阳公转的小行星。1989年10月8日，小島卓雄在千代田发现了此天体。
这颗小行星的绝对星等为324.5535957942514等。